# Kelly Taylor
Kelly Marlene Taylor, (født marts 1974), spillet af Jennie Garth, er en fiktiv karakter i den amerikanske tv-serie Beverly Hills 90210. Kelly medvirkede også i den nye omgang af Beverly, serien 90210. 
Kelly er, sammen med Ian Zierings Steve Sanders og Kathleen Robertsons Clare Arnold, en af seriens mest udviklende personer. Da serien starter, bliver Kelly præsenteret som en typisk, forkælet pige, der til tider er meget snobbet. Men som serien udvikler sig, kommer det frem, at Kelly var en meget ensom pige, som var vant til at blive skuffet (hun havde en alkoholiseret mor), svigtet (hendes far glemmer og svigter hende mange gange) og at blive dømt på sit udseende.
Kelly har en sommerflirt med Dylan, som er kæreste med Brenda, mens Brenda er i Paris. De følgende år (især efter Shannen Dohertys afgang fra serien), bliver Kelly en mere kompassioneret, nede-på-jorden person, især efter at hun bliver kæreste med den renhjertet Brandon. Tori Spellings Donna er Kelly bedste ven. Tiffani-Amber Thiessens Valerie Malone, som erstatter Brenda, bliver en af Kellys fjender, men inden Valeries udskrivelse fra serien, bliver de dog mere venligtstemt. 
Kelly oplever mange forskellige svære ting i løbet af serien, ofte assisteret af hendes kærester. Hun har et turbolent familieliv, bliver voldtaget, bliver afhængig af slankepiller, bliver involveret i en kult, er indelukket i et brændende hus og bliver lettere afhængig af kokain. Oven i det, bliver hun skudt, får hukommelsestab, dræber sin voldtægtsmand, kommer i afvænning, bliver forfulgt og næsten dræbt af en person fra afvænning, bliver uønsket gravid, men taber barnet og får efterfølgende at vide, at hun ikke kan få børn, på grund af en genfejl hun har. Hun kommer sig over alle disse ting og bliver en bedre person, der hjælper andre mennesker. 
Kelly har mange beundrer i løbet af serien, men de to mest faste og mest elskede er hendes on/off-forhold med Jason Priestleys Brandon og Luke Perrys Dylan. På et tidspunkt forlanger de at hun skal vælge mellem dem, men det kan hun ikke og siger, at hun vil elske dem begge til den dag hun dør. Men i episoden "The Long Goodbye", siger hun, at hun alligevel vælger Brandon og flytter snart ind hos ham. Nogle år senere, da Priestley er skrevet ud af serien og Perry er tilbage, kommer hun sammen med Dylan. 
I seriens afslutning, får man det indtryk, at det går Kelly rigtig godt, især efter hun og Donna opretter deres eget tøjfirma.

## Indflydelse på en populær kultur
I en episode af tv-serien What I Like About You, tager Charlie (spillet af Priestley) fejl af Val (spillet af Jennie Garth), fordi han tror, at han kendte hende, da hun var yngre. Så han spørger, om de gik i high school sammen (en hentydning til Garths 90210-rolle, Kelly). Da Val så svarer, at det tror hun ikke, spørger Charlie, om hun kan huske, at han var redaktøren på skolebladet (en hentydning til Priestleys rolle, da Brandon var redaktør for West Beverly Blaze), og at hun var ven med hans søster (en hentydning til Kellys venskab med Brenda). 